# Sympetrum corruptum
Sympetrum corruptum is een libellensoort uit de familie van de korenbouten (Libellulidae), onderorde echte libellen (Anisoptera).
De wetenschappelijke naam Sympetrum corruptum is voor het eerst geldig gepubliceerd in 1861 door Hagen.